# 爱知县立大学
爱知县立大学（あいちけんりつだいがく，Aichi Prefectural University）位于爱知县长久手市的公立大学，于1947年成立。校园位于名古屋市守山区。